# Soaje
Soaje(llamada oficialmente Santa María de Soexo) es una parroquia española del municipio de Villalba, en la provincia de Lugo, Galicia.

## Otras denominaciones
La parroquia también es conocida por el nombre de Santa María de Soaxe.

## Organización territorial
La parroquia está formada por nueve entidades de población, constando tres de ellas en el nomenclátor del Instituto Nacional de Estadística español:
- A Pasaxe
- As Pallotas
- Casas de Abaixo
- Casasnovas (As Casas Novas)
- Gaián
- Igrexa (A Igrexa)
- Os Campos
- Portas de Galás
- Vimbieiro

## Demografía
| Gráfica de evolución demográfica de Soaje entre 2000 y 2021 |
|                                                             |
| Datos según el nomenclátor publicado por el INE.            |